# Bunnings NPC 2024
Bunnings NPC 2023 è la 49ª edizione del National Provincial Championship, il campionato nazionale provinciale neozelandese, nonché la 19ª con la nuova formula NPC.
Vi prendono parte 14 squadre.
La stagione 2024 del Bunnings NPC è la 19ª stagione della competizione provinciale di rugby union della Nuova Zelanda, il National Provincial Championship, dal momento in cui è diventata professionale nel 2006. Coinvolge le quattordici union provinciali più importanti della Nuova Zelanda, che (secondo un nuovo formato introdotto nel 2022) hanno composto un girone unico. Per motivi di sponsorizzazione, la competizione è conosciuta come Bunnings NPC. La stagione regolare inizia il 9 agosto 2023, quando Tasman ha ospitato Otago. La Finale si svolge il 26 ottobre 2024.

## Classifica
Stagione regolare:
| Pos | Team | Pts | G | V | N | P | pf | ps | d. |
| 1   |      |     |   |   |   |   |    |    |    |
| 2   |      |     |   |   |   |   |    |    |    |
| 3   |      |     |   |   |   |   |    |    |    |
| 4   |      |     |   |   |   |   |    |    |    |
| 5   |      |     |   |   |   |   |    |    |    |
| 6   |      |     |   |   |   |   |    |    |    |
| 7   |      |     |   |   |   |   |    |    |    |
| 8   |      |     |   |   |   |   |    |    |    |
| 9   |      |     |   |   |   |   |    |    |    |
| 10  |      |     |   |   |   |   |    |    |    |
| 11  |      |     |   |   |   |   |    |    |    |
| 12  |      |     |   |   |   |   |    |    |    |
| 13  |      |     |   |   |   |   |    |    |    |
| 14  |      |     |   |   |   |   |    |    |    |

Classificate da 1 a 8: play-off.

### Play-off
Quarti di finale
Semifinali
Finale